# 민사소송법의 법원천

#### 법원(法源)
실질적 의미의 민사소송법의 법원(法源)으로서는 다음과 같은 것이 있다.
- 헌법의 규정: 대한민국의 경우 헌법 제11조 (평등권), 제27조 (재판을 받을 권리), 제5장(제101조~제109조)의 법원에 관한 규정
- 법률의 규정: 민사소송법전, 법원조직법, 집행관법, 변호사법, 국제민사법공조법, 가사소송법, 행정소송법, 소액사건심판법, 영격영상재판에관한특례법, 소송촉진등에관한특례법, 민사소송등인지법, 상고심절차에관한특례법, 민사소송비용법, 국가를당사자로하는소송에관한법률, 인지첩부및공탁제공에관한특례법, 민사조정법, 중재법, 채무자 회생 및 파산에 관한 법률(구 파산법, 화의법, 회사정리법의 통합 법률)
- 조약: 인권에 관한 국제선언(제6조 등), 국제인권규약 B규약(14조 등)[1]

## 참고 자료
- 조상희, 『법학전문대학원 민사소송법 기본강의』. 한국학술정보(주), 2009. ISBN 978-89-534-2307-7